# La Resurrección

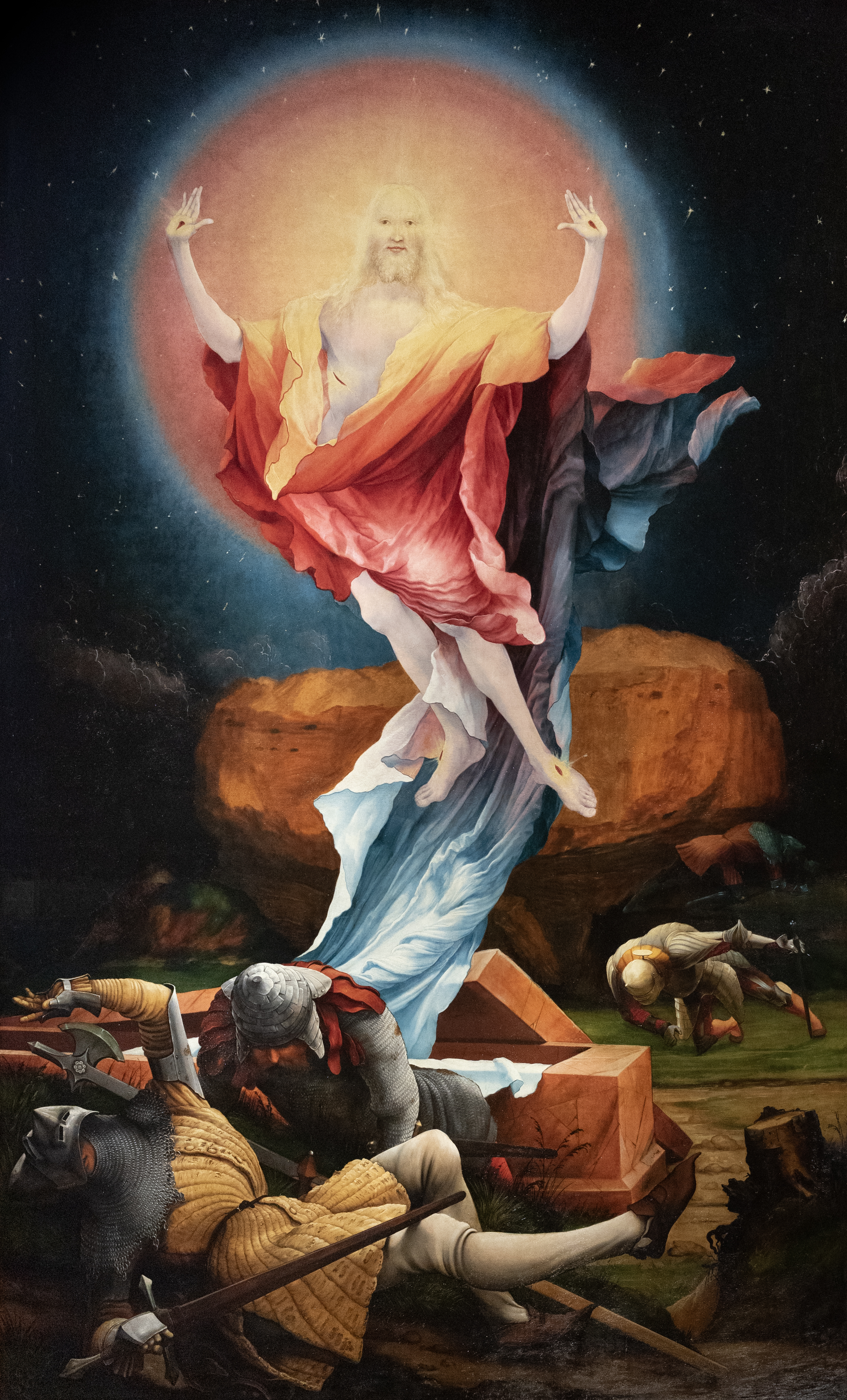

La Resurrección (HWV 47) es un oratorio de Georg Friedrich Haendel sobre un libreto de Carlo Sigismondo Capece, poeta en la corte de la reina María Casimira de Polonia que entonces estaba exiliada en Roma.
La primera interpretación tuvo lugar en Roma, en el palacio Bonelli, el domingo de Pascua el 8 de abril de 1708, gracias al apoyo del fastuoso marqués Francesco Maria Marescotti Ruspoli que daba alojamiento al músico.
La obra narra los acontecimientos que suceden del Viernes Santo al domingo de Pascua; al modo de una ópera, pero sin representación escénica. Comprende recitativos que hacen progresar la acción y arias da capo que permiten la expresión de los sentimientos y de las reflexiones suscitadas por los misterios de la Pasión y de la Resurrección de Cristo.
Los personajes son Lucifer (bajo), María Magdalena (soprano), un ángel (soprano), el apóstol San Juan (tenor) y María, mujer de Cleofás (contralto).